# Coupe du Maroc de football 2022-2023
Navigation
Coupe du Trône 2021-2022 Coupe du Trône 2023-2024
La Coupe du Trône 2022-2023 est la 67e édition de la Coupe du Trône de football. Le vainqueur se qualifie pour le tour préliminaire de la Coupe de la confédération. Si ce vainqueur a déjà garanti sa place dans une des deux compétitions africaines (en finissant parmi les 3 premiers du championnat), le finaliste perdant récupère cette place qualificative à la Coupe de la confédération. Si le finaliste a aussi fini parmi les 3 premiers du championnat, c'est l'équipe classée quatrième du championnat qui hérite de la place qualificative.
Le Raja Club Athletic remporte le neuvième titre de son histoire en battant l'AS FAR sur le score de 2-1 au terme d'une finale jouée dans le Stade Adrar à Agadir. 

## Résultats

### Seizièmes de finale
Voici le calendrier de cette édition :
- Section nord

| Match | Équipe 1               | Résultat        | Équipe 2          |
| ----- | ---------------------- | --------------- | ----------------- |
| 1     | USM Oujda              | 3 - 1 a. p.     | Fath Union Sports |
| 2     | MAS Fès                | 2 - 2 (3-0 tab) | Ittihad Tanger    |
| 3     | MC Oujda               | 1 - 1 (5-4 tab) | Kénitra AC        |
| 4     | Wydad Témara           | 0 - 1           | Racing AC         |
| 5     | Qods Taza              | 0 - 2           | Union de Touarga  |
| 6     | Stade Marocain         | 0 - 4           | Moghreb Tétouan   |
| 7     | Chabab Fath Casablanca | 2 - 0           | Wydad de Fès      |
| 8     | RS Berkane             | 2 - 2 (7-8 tab) | AS FAR            |

- Section sud

| Match | Équipe 1            | Résultat | Équipe 2                     |
| ----- | ------------------- | -------- | ---------------------------- |
| 9     | Wydad AC            | 0 - 1    | JS Soualem                   |
| 10    | KAC Marrakech       | 1 - 2    | Hassania Agadir              |
| 11    | OC Khouribga        | 2 - 1    | Difaâ El Jadida              |
| 12    | Raja CA             | 2 - 0    | OC Safi                      |
| 13    | SCC Mohammédia      | 4 - 1    | Youssoufia Berrechid         |
| 14    | Renaissance Zemamra | 1 - 0    | CJ Ben Guerir                |
| 15    | Olympique Dcheira   | 3 - 1    | Ittihad Riadi Fkih Ben Salah |
| 16    | US Amal Tiznit      | 1 - 0    | Adrar Souss                  |

### Huitièmes de finale
| Match | Équipe 1               | Résultat        | Équipe 2            |
| ----- | ---------------------- | --------------- | ------------------- |
| 1     | OC Khouribga           | 2 - 2 (5-3 tab) | Union de Touarga    |
| 2     | Hassania Agadir        | 2 - 0           | USM Oujda           |
| 3     | MC Oujda               | 2 - 2 (4-1 tab) | Racing AC           |
| 4     | AS FAR                 | 2 - 1           | Renaissance Zemamra |
| 5     | Chabab Fath Casablanca | 0 - 1           | MAS Fès             |
| 6     | US Amal Tiznit         | 0 - 3           | Olympique Dcheira   |
| 7     | Moghreb Tétouan        | 2 - 1 a. p.     | JS Soualem          |
| 8     | SCC Mohammédia         | 0 - 1           | Raja CA             |

### Quarts de finale
| Match | Équipe 1          | Résultat    | Équipe 2 |
| ----- | ----------------- | ----------- | -------- |
| 1     | Moghreb Tétouan   | 2 - 4 a. p. | MAS Fès  |
| 2     | Hassania Agadir   | 2 - 4       | Raja CA  |
| 3     | OC Khouribga      | 0 - 1       | MC Oujda |
| 4     | Olympique Dcheira | 1 - 2       | AS FAR   |

### Demi-finales
| Match | Équipe 1 | Résultat    | Équipe 2 |
| ----- | -------- | ----------- | -------- |
| 1     | Raja CA  | 4 - 3 a. p. | MC Oujda |
| 2     | AS FAR   | 1 - 0       | MAS Fès  |

### Finale
| Finale                             | AS FAR                 | 1 - 2   | Raja CA                                 | Stade Adrar, Agadir                                                                                 | |
| Lundi 1er juillet 2024 17:00 UTC+1 | (Hrimat ) Zouhzouh 29e | (1 - 1) | 4e Bouzok (Zerhouni ) · 79e Boulacsoute | Spectateurs : 25 000 Diffuseur : Arryadia Arbitrage : Redouane Jiyed Arbitre vidéo : Hamza El Fareq | Spectateurs : 25 000 Diffuseur : Arryadia Arbitrage : Redouane Jiyed Arbitre vidéo : Hamza El Fareq |
| Lundi 1er juillet 2024 17:00 UTC+1 | Rapport                |         |                                         | Spectateurs : 25 000 Diffuseur : Arryadia Arbitrage : Redouane Jiyed Arbitre vidéo : Hamza El Fareq | Spectateurs : 25 000 Diffuseur : Arryadia Arbitrage : Redouane Jiyed Arbitre vidéo : Hamza El Fareq |